# Casa Víctor Blajot
La Casa Víctor Blajot és un edifici situat al Passeig de Gràcia, 32 i el carrer de la Diputació, 269 de Barcelona, al barri de la Dreta de l'Eixample.

## Història i descripció

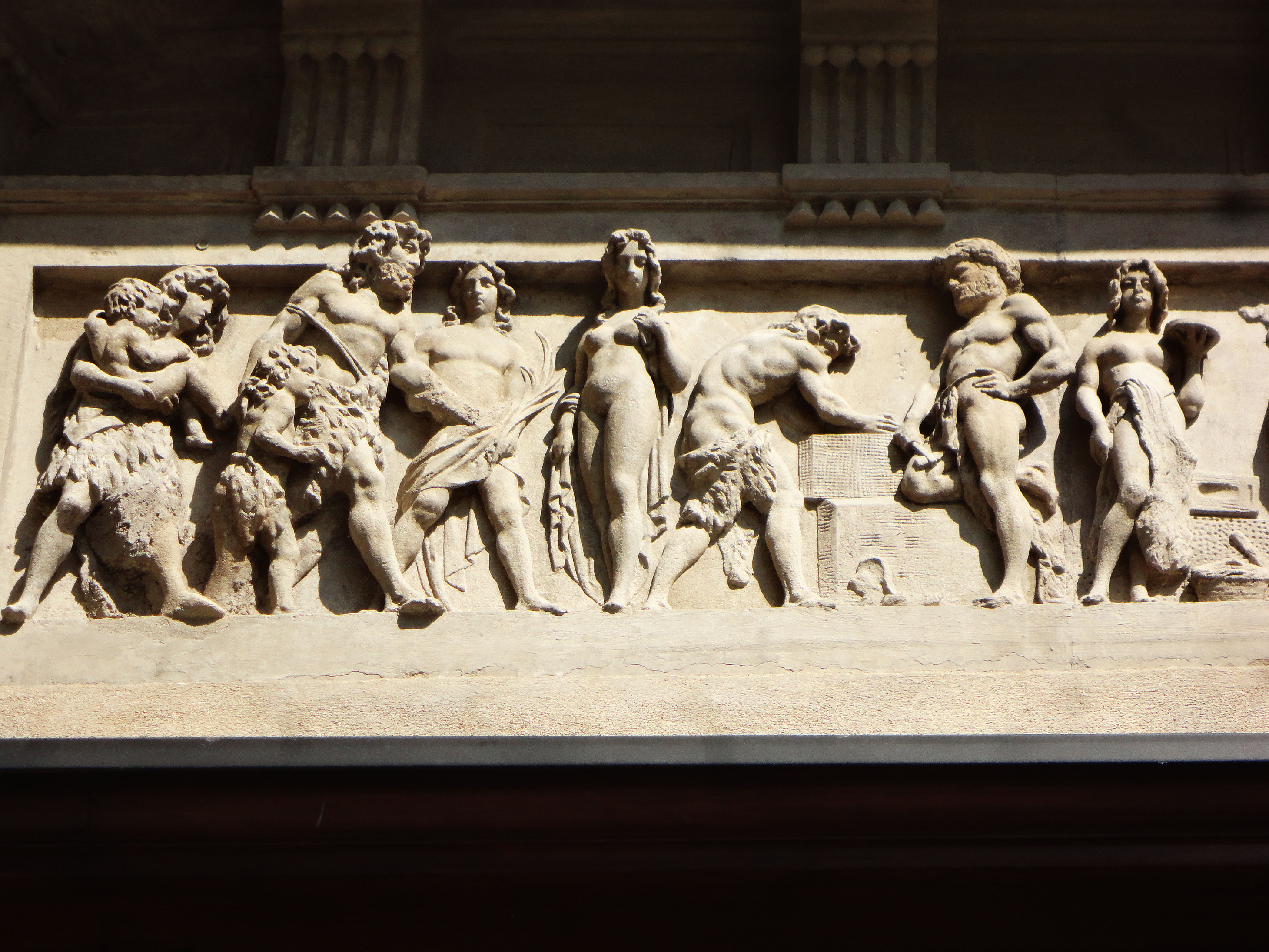
Fris de Rossend Nobas

Fou projectat el 1871 pel mestre d'obres Rafael Guastavino per al banquer Víctor Blajot i Iglésias, tot i que els plànols presentats per a obtenir el permís d'obres foren signats pel mestre d'obres Antoni Serra i Pujals. El 1880, el mateix Guastavino va projectar un cos annex de planta baixa i una galeria vidrada al carrer de la Diputació (actual núm. 271), enderrocats el 1888 per a construir-hi un magatzem de planta baixa, projectat per Serra i Pujals.
El 1901, Blajot va demanar permís per a remuntar quatre pisos d'habitatges sobre el magatzem, segons el projecte de l'arquitecte Antoni Coll i Fort, que també es va encarregar de la remunta d'un quart pis a la casa. El 1926 s'hi va afegir un cinquè pis, projectat per J.M. Jordan.
El 1943 s'hi va instal·lar als baixos la Sastreria Gales, el rètol de la qual ocultava un fris de Rossend Nobas, descobert durant una restauració als anys 1980. La botiga està catalogada com a element d'interès paisatgístic (categoria E3).